# スーパーヒーロー戦線 スクランブルデュエル
『スーパーヒーロー戦線 スクランブルデュエル』（スーパーヒーローせんせん スクランブルデュエル）は、1999年から2000年にかけてバンダイから発売されたトレーディングカードゲーム。仮面ライダーシリーズや宇宙刑事シリーズなどをはじめとする東映特撮ヒーローを扱っている。

## 構造
キャラクターのSD（スーパーデフォルメ）化やゲームシステムなど、大部分を『スーパーロボット大戦 スクランブルギャザー』から流用している。

## 登場作品

### 仮面ライダーシリーズ
- 仮面ライダー
- 仮面ライダーV3
- 仮面ライダーX
- 仮面ライダーアマゾン
- 仮面ライダーストロンガー
- 仮面ライダー (スカイライダー)
- 仮面ライダースーパー1
- 仮面ライダーBLACK
- 仮面ライダーBLACK RX

### スーパー戦隊シリーズ
- 秘密戦隊ゴレンジャー
- バトルフィーバーJ
- 電子戦隊デンジマン
- 太陽戦隊サンバルカン
- 超電子バイオマン
- 鳥人戦隊ジェットマン
- 星獣戦隊ギンガマン

### メタルヒーローシリーズ
- 宇宙刑事ギャバン
- 宇宙刑事シャリバン
- 宇宙刑事シャイダー
- 超人機メタルダー
- 特警ウインスペクター
- 重甲ビーファイター

### その他の東映キャラクター
- ジャイアントロボ
- 人造人間キカイダー
- キカイダー01
- イナズマン
- がんばれ!!ロボコン
- 大鉄人17
- 快傑ズバット
- 星雲仮面マシンマン
- 美少女仮面ポワトリン
- スケバン刑事II 少女鉄仮面伝説

## カードセット
- 第1弾はスターターとブースターの両パックが発売され、第2弾はブースターのみの発売となっている。
- なお、本商品のカードアルバムは発売はされていない。